# クラッセン瑠里香
クラッセン 瑠里香（クラッセン るりか、1997年8月23日 - ）は、日本のモデル。長野県出身。NOBLEに所属。かつてはオフィスコットンやステラハウスに所属していた。

## 略歴
生後まもなくにモデルデビューを果たした。

## 人物
父親がデンマーク系カナダ人、母は日本人。。
趣味は歌、料理。特技の空手は小学1年生から始めて、小学校3年生の時に黒帯を取得。全日本少年少女空手道選手権大会に5回出場したことがある。
小学生の時にピーチ・ジョンのカタログを見て、下着モデルになりたいとずっと思っていたとのこと。

## 出演

### 広告
- 「YUMMY MART」[11]（2016年）

### CM
- いちやまマート「和豚もちぶた」[2]。

### テレビ
- 全力坂（2012年11月26日・12月4日、テレビ朝日）[12]
- 999人美女（2014年10月27日、TOKYO MX）
- サンデージャポン（2014年12月6日、TBS）[13]

### WEB
- 競馬のおはなし（2018年2月5日、FRESH!）[14]

### 朗読劇
- 「ミックモック-地球をひっくり返したコドモ大統領」[15]（2013年）

### 舞台
- 「GET　OUT!STREET!!～トゥー・ウェイ・ストリート」（2013年7月11日-7月14日）[2]

### ファッションショー
- 東京ランウェイ2014 A/W[16](2014年）
- GirlsAward2015 S/S[17](2015年）
- GirlsAward2015 A/W[18]（2015年）
- 東京ガールズコレクション2015 S/S[19]（2015年）